# Pandemia di COVID-19 in Inghilterra
La pandemia di COVID-19 in Inghilterra è stata confermata per la prima volta con due casi tra cittadini cinesi che soggiornarono in un hotel a York il 31 gennaio 2020. I due principali enti pubblici responsabili della salute in Inghilterra sono l'NHS England e la Public Health England. L'NHS England sovrintende al budget, alla pianificazione, alla consegna e al funzionamento quotidiano dell'NHS in Inghilterra, mentre il ruolo del PHE è "proteggere e migliorare la salute della nazione e affrontare le disuguaglianze".
Il 5 maggio 2023, l'Organizzazione mondiale della sanità dichiara ufficialmente la fine della pandemia.

## Cronologia

### Gennaio 2020
Il 31 gennaio, due membri di una famiglia di cittadini cinesi che soggiornavano in un hotel a York, uno dei quali aveva studiato all'Università di York, sono diventati i primi casi confermati di COVID-19 nel Regno Unito. Dopo la conferma, sono stati trasferiti dall'Hull University Teaching Hospital a una struttura di isolamento specialistica, un'unità designata per le malattie infettive ad alta conseguenza presso la Royal Victoria Infirmary di Newcastle upon Tyne.
Lo stesso giorno, un volo di evacuazione da Wuhan è atterrato alla RAF Brize Norton ei passeggeri, nessuno dei quali aveva sintomi, sono stati messi in quarantena in un blocco residenziale del personale dell'Arrowe Park Hospital di Wirral. In precedenza, c'era una disputa sul fatto che il governo dovesse aiutare a rimpatriare i titolari di passaporto del Regno Unito dalle aree più colpite in Cina o limitare completamente i viaggi nelle regioni colpite. Alcuni cittadini britannici a Wuhan erano stati informati che potevano essere evacuati, ma nessun coniuge o figlio con passaporto cinese continentale poteva. Ciò è stato successivamente ribaltato, ma il ritardo ha significato che alcune persone hanno perso il volo.

### Febbraio 2020

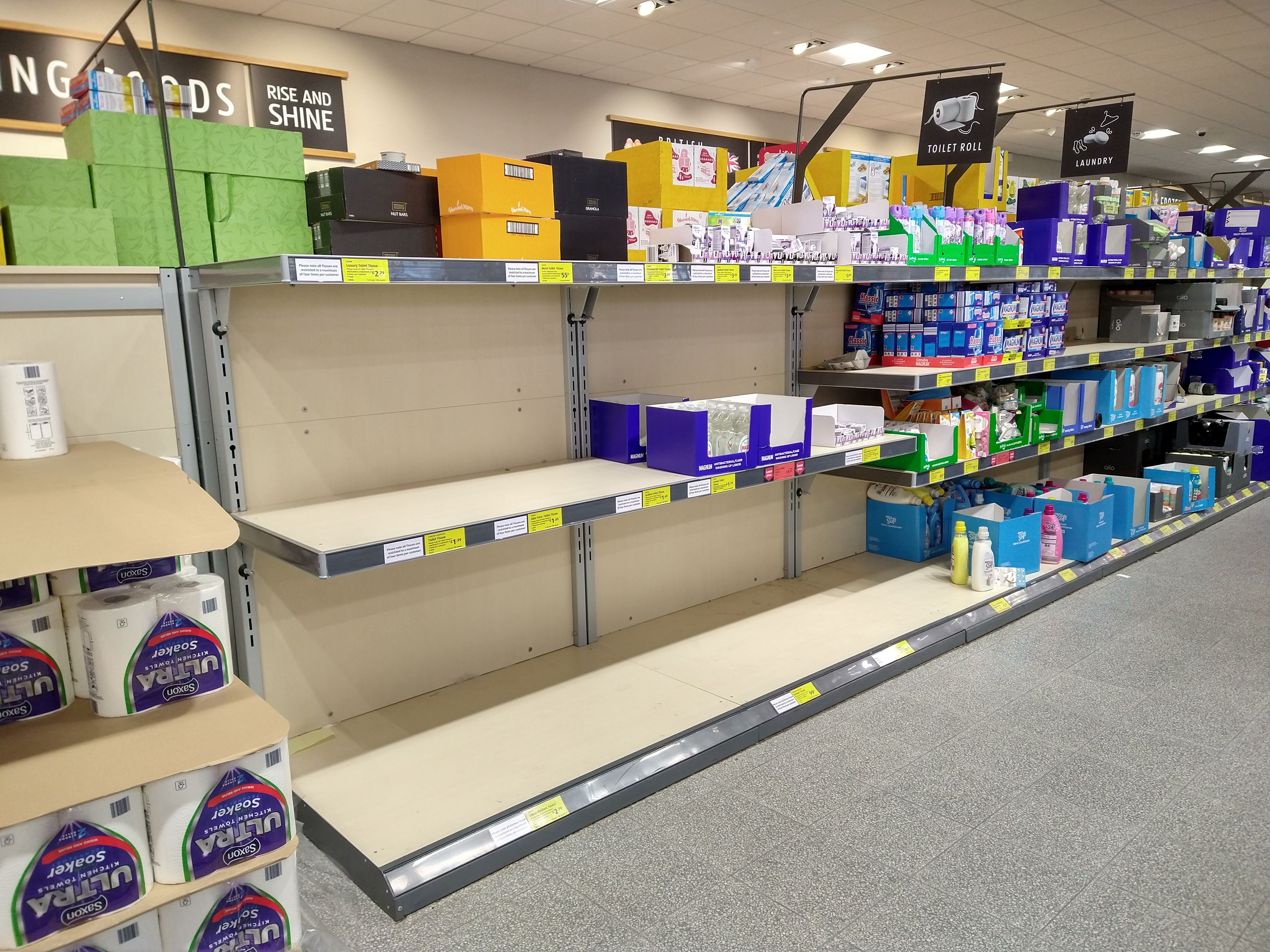
Carenze in ALDI di East Barnet.

Il 6 febbraio, un terzo caso di un uomo che aveva recentemente viaggiato a Singapore prima di visitare una stazione sciistica in Alta Savoia, in Francia, è stato segnalato a Brighton. Era stato la fonte di infezione per sei dei suoi parenti durante un soggiorno in Francia, prima di tornare nel Regno Unito il 28 gennaio. Dopo aver confermato il loro risultato, i Chief Medical Officers del Regno Unito hanno ampliato il numero di paesi in cui una storia di viaggi precedenti associati a sintomi simil-influenzali, come febbre, tosse e difficoltà respiratorie, ovvero nei 14 giorni precedenti avrebbe reso necessario l'autoisolamento. e la chiamata all'NHS 111. Questi paesi includono Cina, Hong Kong, Giappone, Macao, Malaysia, Corea del Sud, Singapore, Taiwan e Thailandia.
Il 10 febbraio, il numero totale di casi nel Regno Unito ha raggiunto otto, quando altri quattro casi sono stati confermati in persone legate all'uomo colpito di Brighton. A livello globale, il virus si è diffuso in 28 paesi. La mattina del 10 febbraio, il Segretario di Stato per la salute e gli affari sociali, Matt Hancock, ha annunciato l'Health Protection (Coronavirus) Regulations 2020 (Regolamento sulla protezione della salute (Coronavirus) del 2020), per conferire ai professionisti della sanità pubblica "poteri rafforzati" per tenere le persone colpite e coloro che potessero presumibilmente avere il virus, in isolamento. Quel giorno, l'Arrowe Park Hospital, Merseyside, e l'hotel e centro congressi di Kents Hill Park, Milton Keynes divennero unità di isolamento designate. Il giorno successivo, due degli otto casi confermati nel Regno Unito sono stati segnalati da BBC News di essere medici di famiglia. Un nono caso è stato confermato a Londra l'11 febbraio.

### Marzo 2020

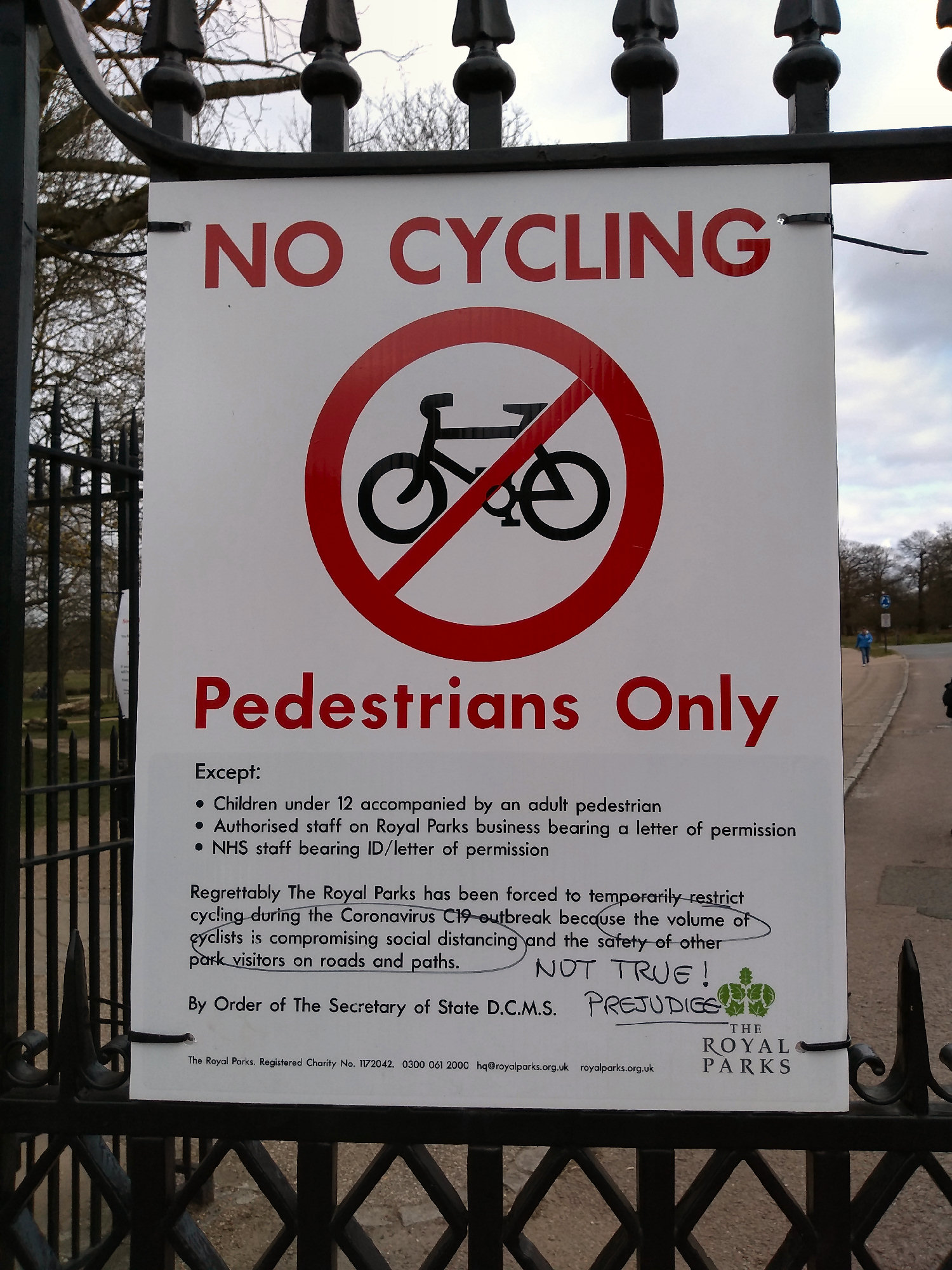
Divieto di andare in bicicletta a Richmond Park a causa di COVID-19.

Il 1º marzo sono stati segnalati altri casi nella Grande Manchester, alcuni dei quali ritenuti essere contatti del caso nel Surrey che non avevano precedenti di viaggi all'estero. Il 2 marzo, altre quattro persone in Inghilterra sono risultate positive. I quattro avevano recentemente viaggiato dall'Italia; provengono da l'Hertfordshire, il Devon e il Kent. È stato riferito che il numero totale di casi nel Regno Unito ha raggiunto i 40, sebbene sia stato rivisto a 39 dopo ulteriori test. Il giorno successivo, quando il numero totale di casi confermati nel Regno Unito era 51, il governo del Regno Unito ha presentato il suo piano d'azione per il coronavirus, che descriveva ciò che il Regno Unito aveva già fatto e cosa intendeva fare dopo.
Il 17 marzo, l'NHS England ha annunciato che tutte le operazioni non urgenti in Inghilterra sarebbero state posticipate dal 15 aprile per liberare 30.000 posti letto. Sempre il 17 marzo, il Cancelliere dello Scacchiere Rishi Sunak ha annunciato che sarebbero stati resi disponibili 330 miliardi di sterline in garanzie sui prestiti per le imprese colpite dalla pandemia. Al 27 marzo, l'Inghilterra era il paese più colpito del Regno Unito, con 12.288 infezioni confermate e almeno 689 decessi. Anche quel giorno il primo ministro britannico Boris Johnson è risultato positivo al COVID-19.

### Aprile 2020

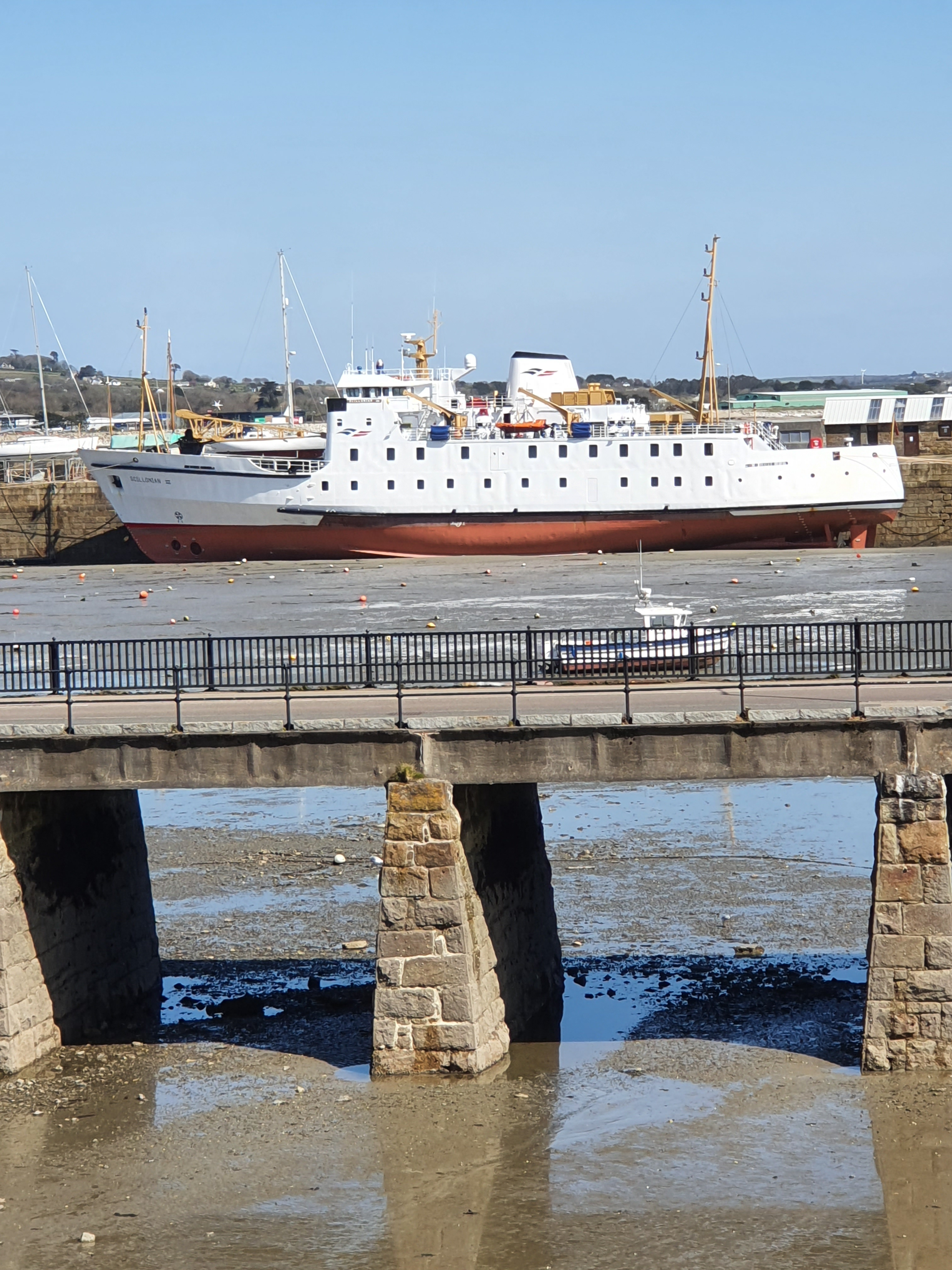
La nave passeggeri RMV Scillonian III ormeggiata sull'Albert Pier a Penzance (Cornovaglia) durante l'ordine "stay-at-home" nell'aprile 2020.

Al 1º aprile, il numero di casi era aumentato a più di 24.600, con almeno 2.100 decessi. Il 6 aprile. Boris Jonhon è stato ricoverato in un'unità di terapia intensiva perché le sue condizioni sono peggiorate con la malattia. Il 12 aprile ha lasciato l'ICU e ha ringraziato il National Health Service per il servizio fornito. Al 12 aprile, il numero di ricoveri giornalieri per COVID-19 era sceso a meno di 1.900 e il numero di pazienti in ospedale ha raggiunto il picco a 17.150; quel giorno furono registrati più di 680 decessi.
Al 24 aprile, i registri di morte hanno catalogato 19.643 casi in ospedale, 5.890 in case di cura, 1.306 in case private e 301 in ospizi. Di questi decessi, 1.149 si sono verificati in Galles. Il 29 aprile, il metodo di segnalazione dei decessi in Inghilterra è stato cambiato: i dati di tre fonti sono ora confrontati con l'elenco delle persone che hanno avuto la diagnosi di COVID-19 confermata da un laboratorio di sanità pubblica in Inghilterra o nel Regno Unito. Le tre fonti sono:
- Dati forniti all'NHS England da Hospital Trusts;
- Dati provenienti dai team britannici di sanità pubblica per la protezione della salute (principalmente decessi al di fuori degli ospedali);
- Informazioni ottenute collegando il sistema di sorveglianza di seconda generazione (SGSS) al servizio demografico dell'NHS.

Dopo la verifica, i record vengono uniti in un database e i duplicati rimossi, in modo che non ci sia doppio conteggio.
Il nuovo metodo di conteggio dei decessi risulta in numeri più elevati rispetto al metodo precedente. Il 29 aprile, ci sono stati un totale di 19.740 decessi segnalati dall'NHS England. Il nuovo metodo ha registrato 23.550 decessi di persone che hanno avuto un risultato positivo confermato da un laboratorio PHE o NHS. Il numero di pazienti con COVID-19 in ospedale è diminuito costantemente fino al 30 aprile, era inferiore a 11.250; almeno 54.700 pazienti sono stati ricoverati in ospedale ad aprile. Il numero totale di morti in ospedale ad aprile ha superato i 17.000.